# Страх вратаря перед одиннадцатиметровым
«Страх вратаря перед одиннадцатиметровым» (нем. Die Angst des Tormanns beim Elfmeter) — кинофильм, вторая режиссёрская работа Вима Вендерса. Экранизация произведения Петера Хандке.

## Сюжет
Голкипера футбольной команды удаляют за грубое нарушение правил. Он проводит ночь с девушкой-кассиром кинотеатра, а потом убивает её.

## В ролях
- Артур Браусс — Йозеф Блох
- Кай Фишер — Герта Габлер
- Эрика Плюар — Глория
- Либгарт Шварц — горничная
- Михаэль Тоост — моряк
- Эрнст Майстер — налоговый инспектор
- Рюдигер Фоглер — идиот
- Вим Вендерс — человек на автовокзале